# رأس ابوعبود
رأس ابوعبود یک محله در قطر است که در دوحه واقع شده‌است. رأس ابوعبود ۳٫۲ کیلومتر مربع مساحت دارد.